# San Francisco 49ers 2012
La stagione 2012 dei San Francisco 49ers è stata la 63ª della franchigia nella National Football League e la seconda con come capo-allenatore Jim Harbaugh. È stata la penultima stagione a Candlestick Park prima che la squadra si trasferisse nel nuovo Levi's Stadium. Dopo avere terminato con un record di 13-3 e avere raggiunto la finale della NFC l'anno precedente, i 49ers vinsero la loro prima finale di conference dal 1994, recuperando uno svantaggio 17–0 e battendo gli Atlanta Falcons 28–24 il 20 gennaio 2013. La stagione, tuttavia, si concluse con la loro prima sconfitta di sempre al Super Bowl, cedendo ai Baltimore Ravens 34-31.

## Scelte nel Draft 2012
| Giro | Scelta | Giocatore        | Ruolo | College        |
| ---- | ------ | ---------------- | ----- | -------------- |
| 1    | 30     | A.J. Jenkins     | WR    | Illinois       |
| 2    | 61     | LaMichael James  | RB    | Oregon         |
| 4    | 117    | Joe Looney       | OG    | Wake Forest    |
| 5    | 165    | Darius Fleming   | OLB   | Notre Dame     |
| 6    | 180    | Trenton Robinson | FS    | Michigan State |
| 6    | 199    | Jason Slowey     | C     | Western Oregon |
| 7    | 237    | Cam Johnson      | DE    | Virginia       |

## Staff
| Staff dei San Francisco 49ers nel 2012 |
| --- |
| Organi dirigenziali - Co-Chairman: Denise York e John York - Presidente/CEO: Jed York - General Manager: Trent Baalke Capo allenatore - Jim Harbaugh Altri allenatori - Assistente dell'allenatore capo/Coordinatore dello Special Team: Brad Seely - Assistente speciale dell'allenatore capo: Bill Nayes - Qualità dell'attacco/Coordinatore of Football Technology: Michael Christianson - Qualità e controllo: Ejiro Evero - Coordinatore dello sviluppo della forza e della condizione: Mark Uyeyama - Assistente dello sviluppo della forza e della condizione: Kevin Tolbert Allenatori dell'attacco - Coordinatore dell'attacco: Greg Roman - Assistente dell'attacco: Bobby Engram - Quarterback: Geep Chryst - Running Back: Tom Rathman - Wide Receiver: John Morton - Tight End: Reggie Davis - Offensive Line: Mike Solari e Tim Drevno Allenatori della difesa - Coordinatore della difesa: Vic Fangio - Assistente della difesa/Qualità e controllo: Peter Hansen - Defensive Line: Jim Tomsula - Linebacker: Jim Leavitt - Secondary: Ed Donatell - Assistente Secondary: Greg Jackson Allenatori dello special team - Assistente del Coordinatore dello Special Team: Bill Nayes |

## Roster
| Roster dei San Francisco 49ers nel 2012 |
| --- |
| Quarterback - 7 Colin Kaepernick - 11 Alex Smith - 3 Scott Tolzien Running Back - 24 Anthony Dixon - 21 Frank Gore - 33 Jewel Hampton - 23 LaMichael James - 49 Bruce Miller FB Wide Receiver - 15 Michael Crabtree - 19 Ted Ginn - 14 Chad Hall - 17 A.J. Jenkins - 84 Randy Moss Tight End - 48 Garrett Celek - 85 Vernon Davis - 46 Delanie Walker Offensive Linemen - 75 Alex Boone T - 76 Anthony Davis T - 70 Leonard Davis G - 59 Jonathan Goodwin C - 77 Mike Iupati G - 67 Daniel Kilgore G/C - 77 Joe Looney G - 74 Joe Staley T Defensive Linemen - 95 Ricky Jean-Francois NT/DE - 95 Tony Jerod-Eddie DE - 91 Ray McDonald DE - 94 Justin Smith DE - 90 Isaac Sopoaga DE - 92 Will Tukuafu DT - 93 Ian Williams NT Linebacker - 53 NaVorro Bowman ILB - 55 Ahmad Brooks OLB/DE - 56 Tavares Gooden ILB - 54 Larry Grant ILB - 51 Clark Haggans OLB - 50 Cam Johnson OLB - 99 Aldon Smith OLB/DE - 57 Michael Wilhoite ILB - 52 Patrick Willis ILB Defensive Back - 26 Tramaine Brock CB - 25 Tarell Brown CB - -- Perrish Cox CB - 29 Chris Culliver CB - 38 Dashon Goldson FS - 32 Darcel McBath FS - 30 Trenton Robinson S - 22 Carlos Rogers CB - 27 C.J. Spillman SS - 31 Donte Whitner SS Special Team - 2 David Akers K - 86 Brian Jennings LS - 4 Andy Lee P Lista delle riserve - 83 Demarcus Dobbs TE (IR) - 58 Darius Fleming OLB/DE (PUP) - 98 Parys Haralson OLB/DE (IR) - 32 Kendall Hunter RB (IR) - 82 Mario Manningham WR (IR) - -- Wayne Tribue G - 10 Kyle Williams WR (IR) Squadra di allenamento - 92 Lamar Divens NT - 18 Ricardo Lockette WR - 65 Al Netter OT - -- Nathan Stupar ILB - 35 Curtis Taylor FS - 36 Michael Thomas FS - 69 Kenny Wiggins OT 53 attivi, 7 inattivi, 7 nella squadra di allenamento, 0 free agent |
| Legenda - I rookie sono in corsivo. - Il primo ruolo è il principale mentre gli eventuali successivi indicano i ruoli secondari. - (IR) sta per Injured Reserve ed indica la lista ristretta per un solo giocatore infortunato che può tornare ad allenarsi dopo la settimana 6 e a rientrare in prima squadra dopo che questa ha giocato 8 partite. - (NF-Inj.) / (NF-Ill.) stanno rispettivamente per Non-Football Injured e Non-Football Illness ed indicano le liste dove viene inserito un giocatore che ha un infortunio o una malattia non dipendente dal football americano. - (PUP) sta per Physically Unable to Perform ed indica la lista dove viene inserito un giocatore mentre è in attesa di recuperare la condizione fisica. Nella stagione regolare dopo la sesta partita giocata dalla propria squadra, il giocatore ha tempo tre settimane per riprendere ad allenarsi, più tre settimane aggiuntive dal suo rientro agli allenamenti per rientrare in prima squadra. |

## Partite

### Stagione regolare
| Turno | Data               | Ora                | Avversario              | Risultato          | Risultato          | Stadio                        | TV                 | NFL.com recap      |
| Turno | Data               | Ora                | Avversario              | Punteggio          | Record             | Stadio                        | TV                 | NFL.com recap      |
| ----- | ------------------ | ------------------ | ----------------------- | ------------------ | ------------------ | ----------------------------- | ------------------ | ------------------ |
| 1     | 9/9                | 1:25 p.m. PDT      | at Green Bay Packers    | V 30–22            | 1–0–0              | Lambeau Field                 | Fox                | Recap              |
| 2     | 16/9               | 5:20 p.m. PDT      | Detroit Lions           | V 27–19            | 2–0–0              | Candlestick Park              | NBC                | Recap              |
| 3     | 23/9               | 10:00 a.m. PDT     | at Minnesota Vikings    | S 13–24            | 2–1–0              | Mall of America Field         | Fox                | Recap              |
| 4     | 30/9               | 10:00 a.m. PDT     | at New York Jets        | V 34–0             | 3–1–0              | MetLife Stadium               | Fox                | Recap              |
| 5     | 7/10               | 1:25 p.m. PDT      | Buffalo Bills           | V 45–3             | 4–1–0              | Candlestick Park              | CBS                | Recap              |
| 6     | 14/10              | 1:25 p.m. PDT      | New York Giants         | S 3–26             | 4–2–0              | Candlestick Park              | Fox                | Recap              |
| 7     | 18/10              | 5:20 p.m. PDT      | Seattle Seahawks        | V 13–6             | 5–2–0              | Candlestick Park              | NFLN               | Recap              |
| 8     | 29/10              | 5:30 p.m. PDT      | at Arizona Cardinals    | V 24–3             | 6–2–0              | University of Phoenix Stadium | ESPN               | Recap              |
| 9     | Settimana di pausa | Settimana di pausa | Settimana di pausa      | Settimana di pausa | Settimana di pausa | Settimana di pausa            | Settimana di pausa | Settimana di pausa |
| 10    | 11/11              | 1:25 p.m. PST      | St. Louis Rams          | P 24–24 (DTS)      | 6–2–1              | Candlestick Park              | Fox                | Recap              |
| 11    | 19/11              | 5:30 p.m. PST      | Chicago Bears           | V 32–7             | 7–2–1              | Candlestick Park              | ESPN               | Recap              |
| 12    | 25/11              | 1:25 p.m. PST      | at New Orleans Saints   | V 31–21            | 8–2–1              | Mercedes-Benz Superdome       | Fox                | Recap              |
| 13    | 2/12               | 10:00 a.m. PST     | at St. Louis Rams       | S 13–16 (DTS)      | 8–3–1              | Edward Jones Dome             | Fox                | Recap              |
| 14    | 9/12               | 1:05 p.m. PST      | Miami Dolphins          | V 27–13            | 9–3–1              | Candlestick Park              | CBS                | Recap              |
| 15    | 16/12              | 5:20 p.m. PST      | at New England Patriots | V 41–34            | 10–3–1             | Gillette Stadium              | NBC                | Recap              |
| 16    | 23/12              | 5:20 p.m. PST      | at Seattle Seahawks     | S 13–42            | 10–4–1             | CenturyLink Field             | NBC                | Recap              |
| 17    | 30/12              | 1:25 p.m. PST      | Arizona Cardinals       | V 27–13            | 11–4–1             | Candlestick Park              | Fox                | Recap              |

Note
- Gli avversari della propria division sono in grassetto.

### Playoff
| Turno            | Data                                      | Ora                                       | Avversario (#)                            | Risultato                                 | Risultato                                 | Stadio                                    | TV                                        | NFL.com recap                             |
| Turno            | Data                                      | Ora                                       | Avversario (#)                            | Punteggio                                 | Record                                    | Stadio                                    | TV                                        | NFL.com recap                             |
| ---------------- | ----------------------------------------- | ----------------------------------------- | ----------------------------------------- | ----------------------------------------- | ----------------------------------------- | ----------------------------------------- | ----------------------------------------- | ----------------------------------------- |
| Wild Card        | Qualificati direttamente al secondo turno | Qualificati direttamente al secondo turno | Qualificati direttamente al secondo turno | Qualificati direttamente al secondo turno | Qualificati direttamente al secondo turno | Qualificati direttamente al secondo turno | Qualificati direttamente al secondo turno | Qualificati direttamente al secondo turno |
| Divisional       | 12/1                                      | 5:00 p.m. PST                             | Green Bay Packers (3)                     | V 45–31                                   | 1–0                                       | Candlestick Park                          | Fox                                       | Recap                                     |
| NFC Championship | 20/1                                      | 12:00 p.m. PST                            | at Atlanta Falcons (1)                    | V 28–24                                   | 2–0                                       | Georgia Dome                              | Fox                                       | Recap                                     |
| Super Bowl XLVII | 3/2                                       | 3:30 p.m. PST                             | vs. Baltimore Ravens (4)                  | S 31–34                                   | 2–1                                       | Mercedes-Benz Superdome                   | CBS                                       | Recap                                     |

## Classifiche
| NFC West               | NFC West | NFC West | NFC West | NFC West | NFC West | NFC West | NFC West | NFC West | NFC West |
| NFC West 2012          | V        | S        | P        | %        | DIV      | CONF     | PF       | PS       | STR      |
| ---------------------- | -------- | -------- | -------- | -------- | -------- | -------- | -------- | -------- | -------- |
| San Francisco 49ers(2) | 11       | 4        | 1        | .719     | 3–2–1    | 7–4–1    | 397      | 273      | V1       |
| Seattle Seahawks(5)    | 11       | 5        | 0        | .688     | 3–3      | 8–4      | 412      | 245      | V5       |
| St. Louis Rams         | 7        | 8        | 1        | .469     | 4–1–1    | 6–5–1    | 299      | 348      | P1       |
| Arizona Cardinals      | 5        | 11       | 0        | .313     | 1–5      | 3-9      | 250      | 357      | P2       |